# Pozivni broj 575 (SAD)
Područje pozivnog broja 575 je područje pozivnog broja u američkoj saveznoj državi Novom Meksiku. Obuhvaća dio Novog Meksika izvan metropolitanskih i mikropolitanskih područja gradova Albuquerquea, Santa Fea, Farmingtona i Gallupa, koji su ostali u području pozivnog broja 505. Novi je kod stupio na snagu 7. listopada 2007. nakon što je izdvojen iz 505-ice.
Od listopada 2007. ovo je posljednje područje u SAD koje je nastalo odvajanjem od prethodno postojećeg koda. Svi novi pozivni brojevi koji su uvedeni nakon uvođenja 575 napravljeni su prema planu u kojem novi kod poslužuje isto zemljopisno područje kao i stari kod. Od listopada 2007. nema predloženih odvajanja niti odvajanja koja se razmatra, osim kod predloženih razdvajanja 814 i 270).